# 皮兰古苏
皮兰古苏是巴西米纳斯吉拉斯州的一个市镇。总面积206.417平方公里，总人口5125人，人口密度24.8人/平方公里。